# 253
253 (CCLIII) var ett normalår som började en lördag i den julianska kalendern.

## Händelser

### Juni
- 25 juni – Sedan Cornelius har avlidit tidigare samma månad väljs Lucius I till påve.

### Okänt datum
- Påven Cornelius skickas i exil.
- De trettio tyrannernas period inleds i Romarriket. Många generaler i gränsområdena utropas till kejsare av sina arméer för att förhindra de (främst) germanska invasionerna.
- Kejsar Trebonianus Gallus dödas av sina egna trupper i Moesia.
- Aemilianus blir ny romersk kejsare.
- Valerianus blir romersk kejsare. Han utnämner sin son Gallienus till medkejsare.
- Goterna invaderar Mindre Asien i strid mot ett avtal ingånget med romarna.

## Födda
- Numerianus, romersk kejsare 283–284 (född omkring detta år)

## Avlidna
- Juni – Cornelius, påve sedan 251
- Augusti – Trebonianus Gallus, romersk kejsare sedan 251 (mördad)
- Oktober – Aemilianus, romersk kejsare sedan augusti detta år (mördad)
- Babylas, patriark av Antiochia
- Fei Yi, chefsgeneral i det kinesiska kungariket Shu Han
- Zhuge Ke, son till Zhuge Jin, officer i det kinesiska kungariket Wu